# Erwin Looms
Erwin Looms (Almelo, 19 november 1973) is een Nederlands voormalig voetballer die doorgaans als aanvaller speelde. Hij speelde in de jeugd van PH Almelo en Go Ahead Eagles waar hij debuteerde in het profvoetbal. Na een verhuur bij De Graafschap speelde hij nog onder meer voor HSC '21, Eintracht Nordhorn en Heracles Almelo. Hij sloot zijn carrière af bij Excelsior '31. Met HSC '21 werd hij in 1999 algemeen amateur kampioen.